# 葉大章

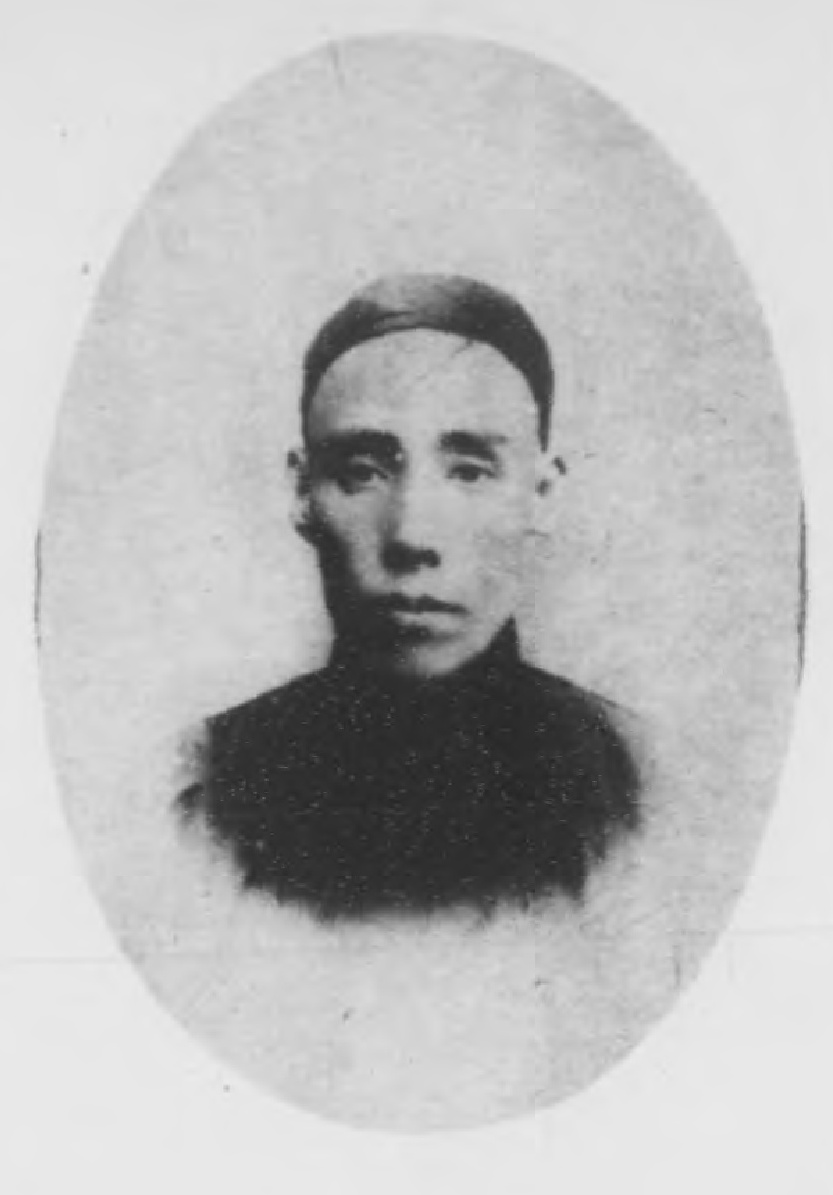

葉大章（?—?），福建省閩縣人，清朝政治人物、進士出身。
光緒三十年，會試第197名，登進士三甲84名。中華民國大陸時期擔任河南交涉員，在任期間積勞病故。